# Так казав Заратустра (симфонічна поема)
«Так казав Заратустра» (нім. Also sprach Zarathustra) — симфонічна поема німецького композитора Ріхарда Штрауса. Написана в 1896 році під враженням однойменної книги Фрідріха Ніцше.
Це — програмний твір, що складається з дев'яти фрагментів, виконуваних без перерви. Назви фрагментів повторюють назви деяких розділів літературного першоджерела. Середня тривалість виконання — близько тридцяти хвилин. Симфонічна поема написана для четверного складу оркестру. В партитурі використовуються також орган і дзвін.

## Історія
Прем'єра відбулася у Франкфурті у виконанні оркестру під керуванням автора. З тих пір твір закріпився у світовому симфонічному репертуарі, виконувався кращими колективами під керівництвом таких диригентів, як Герберт фон Караян, Фріц Райнер, Бернард Haitink.

## Частини
1. Вступ або Схід сонця (Einleitung, oder Sonnenaufgang)
2. Про насельників потойбіччя (Von den Hinterweltlern )
3. Про велику тугу (Von der großen Sehnsucht )
4. Про радості й пристрасті (Von den Freuden- und Leidenschaften)
5. Погребова пісня (Das Grablied )
6. Про науку ( Von der Wissenschaft)
7. Зцілюваний (Der Genesende )
8. Пісня до танцю (Das Tanzlied )
9. Пісня сп'янілого ( Nachtwandlerlied)

Частини звучать без перерви.

## Характеристика
Симфонічна поема є яскравим прикладом пізнього німецького романтизму з тяжінням до народжуваного модернізму. Автор втілює риси властиві творчості Р. Вагнера, зокрема сусідство надзвичайного педантизму і бурхливого драматизму. Поема захоплює слухача унікальними знахідками у фарбах оркестру. Драматургія твору тісно пов'язана з літературним першоджерелом.

## Склад оркестру
- Дерев'яні духові: флейта-пікколо, три флейти, три гобої, англійський ріжок, три кларнети, бас-кларнет, три фаготи, контрафагот
- Мідні духові: шість валторн, чотири труби, три тромбони, дві туби
- Ударні: литаври (два виконавці), великий барабан, тарілки, трикутник, дзвіночки, дзвін
- Клавішні: орган
- Струнні: дві арфи, 32 скрипки, 12 альтів, 12 віолончелей, вісім контрабасів.

## Використання початкових тактів в інших творах
Музика з поеми використовувалася в саундтреку фільму Стенлі Кубрика «Космічна одіссея 2001 року» (а також у безлічі менш значущих кінострічок), використовується в оформленні телепередачі «Що? Де? Коли?» (на початку). Елвіс Преслі відкривав свої концерти в готелі «Інтернаціональ» в Лас-Вегасі увертюрою з цієї музичної поеми. Deep Purple використовували фрагменти з неї у своєму другому альбомі. Також, вона використовується в реслінгу. В WWE під цю музику виходить Рік Флер